# Ionna Vautrin
Pour les articles homonymes, voir Vautrin.
Ionna Vautrin, née en 1979 à Hennebont (Morbihan), est une designeuse française. On lui doit notamment les nouvelles chaises de Notre-Dame de Paris.

## Biographie

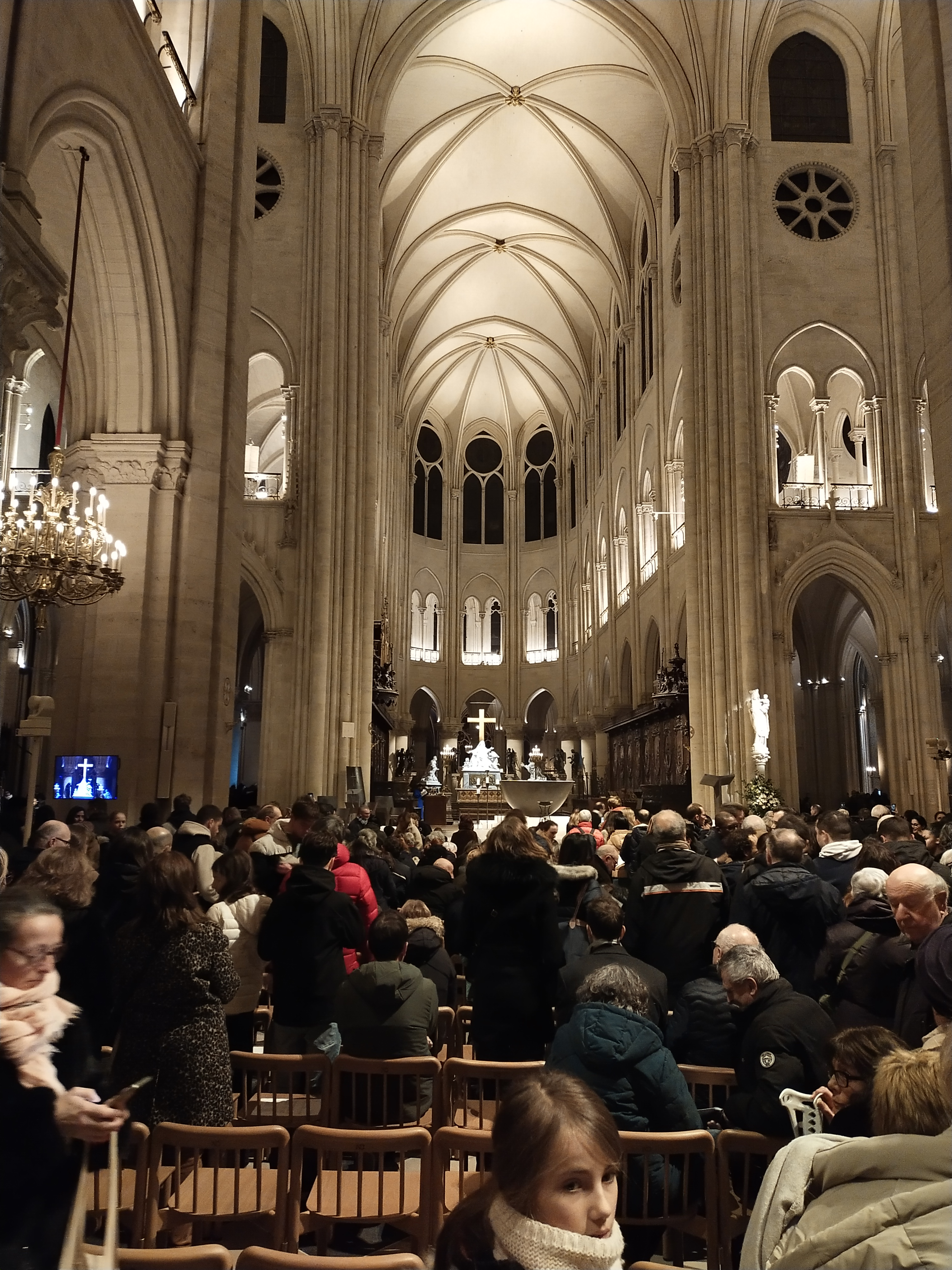
Cathédrale Notre-Dame de Paris :
aperçu des nouvelles chaises

Diplômée en 2002 de l'École de design Nantes Atlantique, elle étudie ensuite à l'École de design de Rhode Island (Rhode Island School of Design).
Elle séjourne chez Camper (Espagne) puis chez George Snowden (Italie) et intègre l'agence Ronan et Erwan Bouroullec tout en travaillant pour Industreal (Milan).
En 2010, elle lance en collaboration avec Foscarini la lampe à poser Binic.
En janvier 2011, elle ouvre son atelier à Paris.
Elle collabore avec différentes marques et éditeurs tels que Foscarini, Moustache, Kvadrat, Christian Dior, Sancal, Super-ette, Lexon, Serralunga,...
En 2020, après avoir travaillé pour Monoprix et la SNCF, elle se met à la céramique et déclare qu'elle va s'installer en Normandie.
En juin 2023, à la suite de l'appel d'offres lancé par l'association « Revoir Notre-Dame de Paris », son design est retenu par l'archevêque de Paris, Mgr Ulrich, pour la réalisation des 1 500 nouvelles chaises en chêne de la cathédrale, ainsi que 170 agenouilloirs, 40 bancs et 80 prie-Dieu pour les chapelles annexes, qui seront fabriqués par l'entreprise « Bosc - Sièges Bastiat  » à Hagetmau,,,.

## Expositions (sélection)
- 2010,  Toolsgalerie, Paris : Moaïs by Ionna Vautrin (luminaires)[13]
- 2012, Harbourfront, Toronto : exposion Nouvelle vague[14]
- 2015, Biennale internationale du design de Saint-Étienne[15]
- 2015, Milan : exposition Animalità[16]
- 2016, French cultural center, Boston : Expo Design par Ionna Vautrin[17]
- 2016, Modem, Paris : Exposition Striptease par Ionna Vautrin[18]
- 2022, Galerie Pradier-Jeauneau, marché Paul-Bert, Saint-Ouen : exposition Gemmes[19]

## Publication
- Le Kama Sutra illustré d'Ionna Vautrin, avec une postface de Cendrine de Susbielle (d), Flammarion, 2017  (ISBN 978-2-08-140433-5) traduit en anglais et en italien

## Distinctions
- 2010 : Grand prix de la création de la ville de Paris  (Design)[20],[21],[3]
- 2014 : Prix Compasso d'Oro pour la lampe Binic éditée en 2010  par Foscarini[22]

### Décoration
- Officier de l'ordre des Arts et des Lettres (2025)[23]